# Mala Božna
Mala Božna je povirni pritok reke Gradaščice, ki izvira v Polhograjskem hribovju, zahodno od Ljubljane. Zlije se z Veliko Božno, ki po njunem sotočju (po nekatetih kartografskih virih) teče naprej kot Božna do Polhovega Gradca, kjer se z Malo Vodo združi v Gradaščico. Spada v porečje Ljubljanice.